# Низменное (Калининградская область)
Низменное — посёлок в Черняховском районе Калининградской области. Входит в состав Калужского сельского поселения.

## Население
| 2002 | 2010 |
| ---- | ---- |
| 140  | ↘113 |

## История
Населенный пункт Розенталь в 1946 году был переименован в поселок Низменное..